# Нижне-Караманский район
Нижне-Караманский райо́н — административно-территориальная единица в Автономной области немцев Повольжья, существовавшая в 1921—1922 годах.
Административный центр — село Красный Яр.
Население Нижне-Караманского райо́на в 1922 г. (по данным Облстатуправления на 1 января):
| Населенный пункт | Число жителей |
| ---------------- | ------------- |
| Усть-Караман     | 1 226         |
| Подстепное       | 2 636         |
| Красный Яр       | 4 724         |
| Звонарёвка       | 1 677         |
| Звонарев Кут     | 1 819         |
| Старица          | 2 191         |
| Луговая Грязнуха | 1 092         |
| Осиновка         | 825           |
| Липов Кут        | 1 831         |
| Липовка          | 1 787         |
| ИТОГО по району  | 19 808        |

22 июня 1922 г. Нижне-Караманский район был преобразован в Красноярский кантон.